# ワイサレ・セレヴィ
ワイサレ・セレヴィ（Waisale Serevi、1968年5月20日 - ）は、フィジー・スバ出身のラグビー選手。
1993年から96年までの間、日本の三菱自動車工業京都ラグビー部(現三菱自動車京都レッドエボリューションズ)でプレーしていた。特に7人制ラグビーでの活躍から「セブンズの神様」とも呼ばれる。